# Lisa Häusler
Lisa Häusler (* 12.  Juni 1967) ist eine ehemalige deutsche Fußballspielerin.

## Karriere
Häusler gehörte als Mittelfeldspielerin zunächst der SG Praunheim an, für die sie in der seinerzeit zweigleisigen Bundesliga Punktspiele bestritt. Ihr Debüt erfolgte bei der Premiere der Spielklasse zum Saisonstart am 2. September 1990 beim 1:0-Sieg im Auswärtsspiel gegen den  TuS Niederkirchen. Ihr erstes Tor erzielte sie am 3. November 1990 (8. Spieltag) beim 1:0-Sieg im Auswärtsspiel gegen den VfL Ulm/Neu-Ulm. Bis zum Saisonende 1995/96 spielte sie 104 Mal in der höchsten Spielklasse und erzielte zehn Tore. 
Am Saisonende 1995/96 belegte ihre Mannschaft den zweiten Platz in der Gruppe Süd und war somit für die anschließende Endrunde um die Deutsche Meisterschaft qualifiziert. Nachdem sich ihre Mannschaft im Halbfinale – nach Hin- und Rückspiel – (1:0 und 0:0) gegen Grün-Weiß Brauweiler durchgesetzt hatte, erreichte sie am 2. Juni 1996 im Frankfurter Stadion am Brentanobad das Finale, das vor 3100 Zuschauern mit 0:1 gegen den TSV Siegen endete. Im Wettbewerb um den nationalen Vereinspokal schied ihre Mannschaft bereits im Achtelfinale (0:1 vs. FC Rumeln-Kaldenhausen) aus.
In der Saison 1996/97, der letzten in den Gruppen Nord und Süd ausgetragenen, gehörte sie dem Ligakonkurrenten FSV Frankfurt an, für den sie 14 Punktspiele bestritt und drei Tore erzielte. Als Südmeister hatte sich ihre Mannschaft für die Endrunde um die deutsche Meisterschaft qualifiziert, scheiterte jedoch nach Hin- und Rückspiel (2:1 und 1:3) im Halbfinale am FC Rumeln-Kaldenhausen. Mit dem amtierenden Pokalsieger nahm sie am DFB-Supercup teil, den sie mit ihrer Mannschaft mit 2:0 n. V. gegen den amtierenden Deutschen Meister Sportfreunde Siegen (bis 1996 noch TSV Siegen) gewann. 
In ihrer letzten Saison, der ersten eingleisigen, bestritt sie 20 von 22 Punktspielen und erzielte ihr letztes von insgesamt vier Toren am 28. September 1997 (5. Spieltag) beim 11:2-Sieg im Heimspiel gegen den Hamburger SV mit dem Treffer zum 2:0 in der 22. Minute.
Am Saisonende nahm sie mit ihrer Mannschaft den ersten Platz im Klassement ein und krönte sich mit ihr mit dem Meistertitel.
Im Finale um den nationalen Vereinspokal wurde sie jedoch nicht eingesetzt. Die am 16. Mai 1998 im Olympiastadion Berlin vor 35.000 Zuschauern – als Vorspiel zum Männerfinale – gegen den FCR Duisburg 55 ausgetragene Begegnung wurde mit 2:6 verloren. 

## Erfolge
FSV Frankfurt
- Deutscher Meister 1998
- DFB-Pokal-Finalist 1998 (ohne Einsatz)
- DFB-Supercup-Sieger 1996

SG Praunheim
- Finalist Deutsche Meisterschaft 1996